# Banksia prionotes
Banksia prionotes är en tvåhjärtbladig växtart som beskrevs av John Lindley. Banksia prionotes ingår i släktet Banksia och familjen Proteaceae. Inga underarter finns listade i Catalogue of Life.